# Црква Светог Георгија у Острову
Црква Светог Георгија у Острову, насељеном месту на територији града Пожаревца припада Епархији банатској Српске православне цркве, као једина црква те Епархије на десној обали Дунава.
Црква посвећена Светом Великомученику Георгију, подигнута је 1825. године. Иконостас је пренет из старијег храма, а радио га је 1841. године Андрија Дикић. Комплетно је реновиран за време јереја Стевана Нешића, а осветио га је Митрополит банатски Никанор 29. октобра 2007. године. Матичне књиге заведене су 1738. године, а сачуване су од 1850. године.